# Acquin-Westbécourt
Acquin-Westbécourt é uma comuna francesa na região administrativa de Altos da França, no departamento de Pas-de-Calais. Estende-se por uma área de 14,29 km². Em 2010 a comuna tinha 832 habitantes (densidade: 58,2 hab./km²).